# DITIB-Zentralmoschee Köln
Die DİTİB-Zentralmoschee Köln ist eine Moschee in Köln-Ehrenfeld und dient der Türkisch-Islamischen Union der Anstalt für Religion (DİTİB) als Zentralmoschee. Über die Baugestaltung und Turmhöhe der Minarette wurden öffentliche Kontroversen geführt.
Die offizielle Eröffnung war ursprünglich für Mai 2012 geplant und wurde aufgrund von Baumängeln mehrfach verschoben. Die Einweihung fand am 29. September 2018 in Anwesenheit des türkischen Staatspräsidenten Recep Tayyip Erdoğan und des Diyanetpräsidenten Ali Erbaş statt.

## Planung

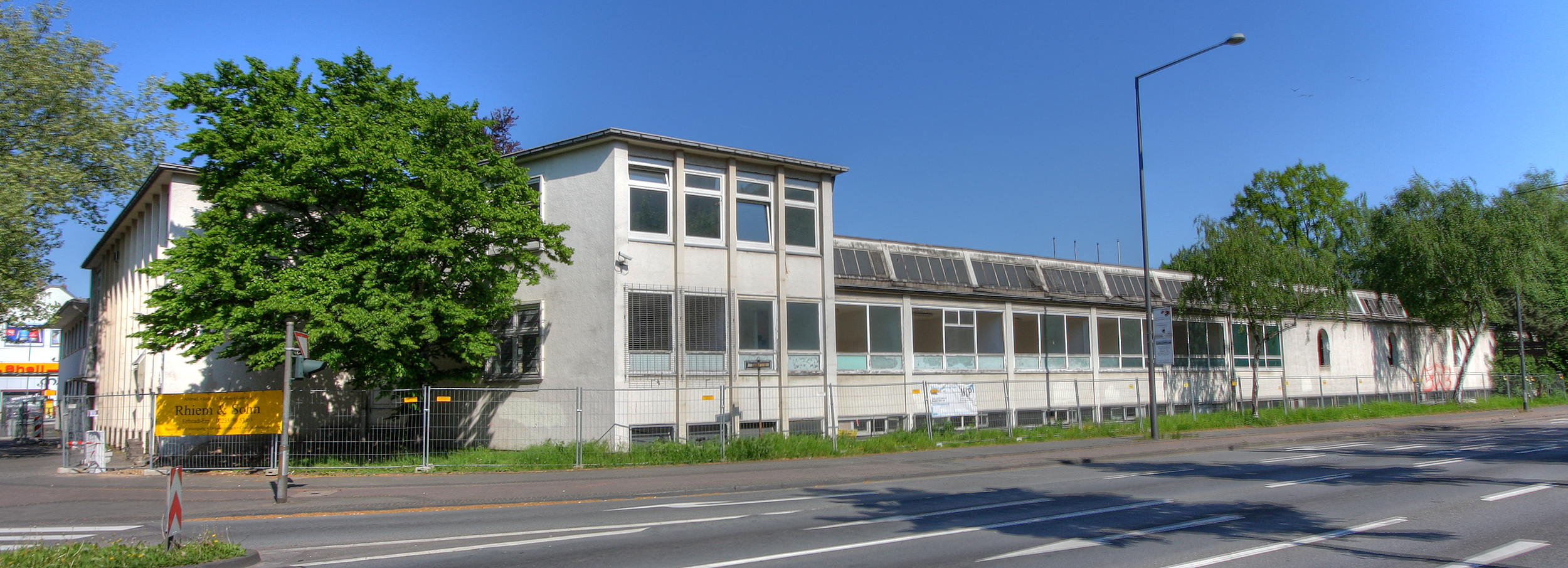
Altes Moscheegebäude kurz vor dem Abriss

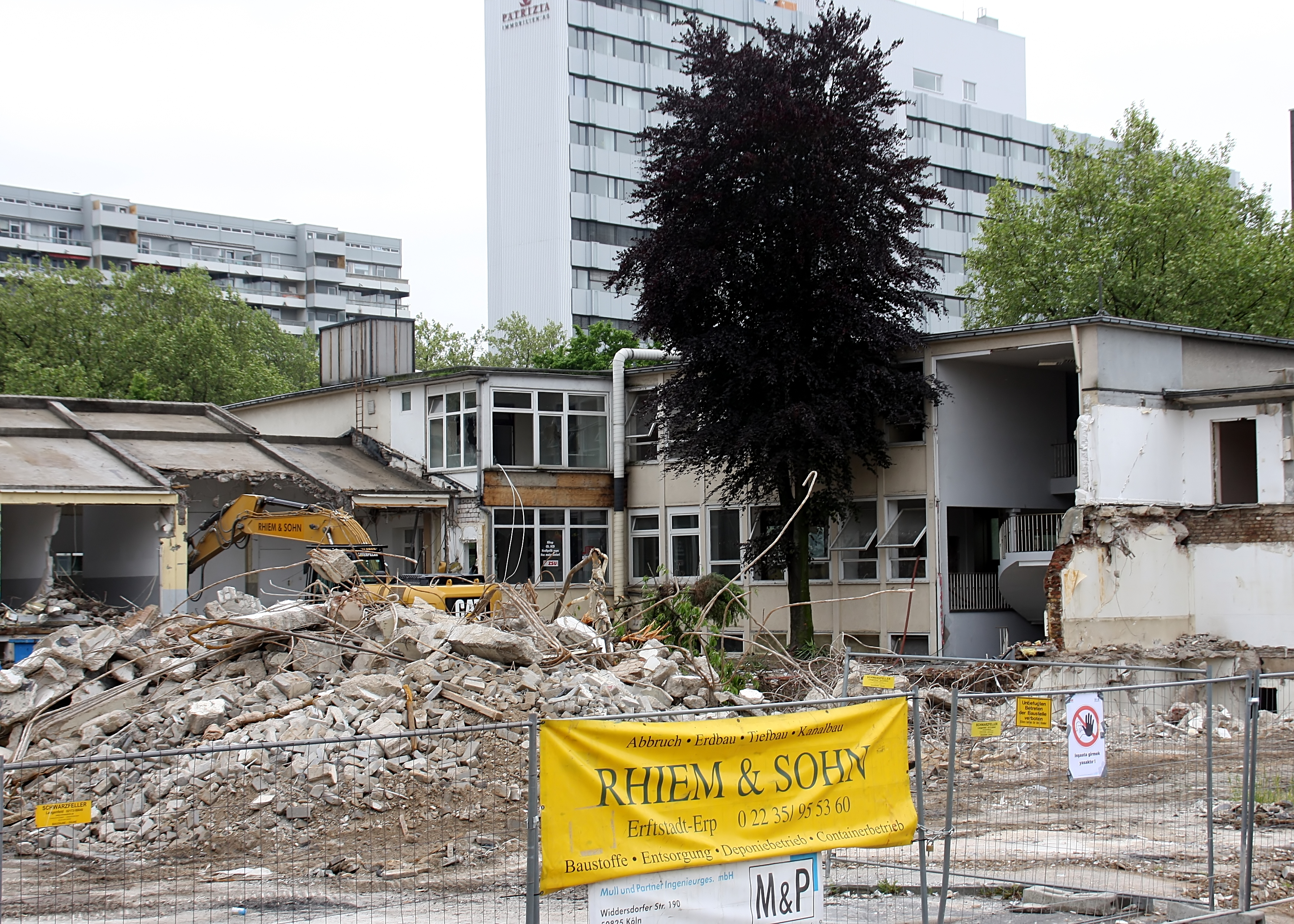
Abriss des alten Moscheegebäudes (Mai 2009)

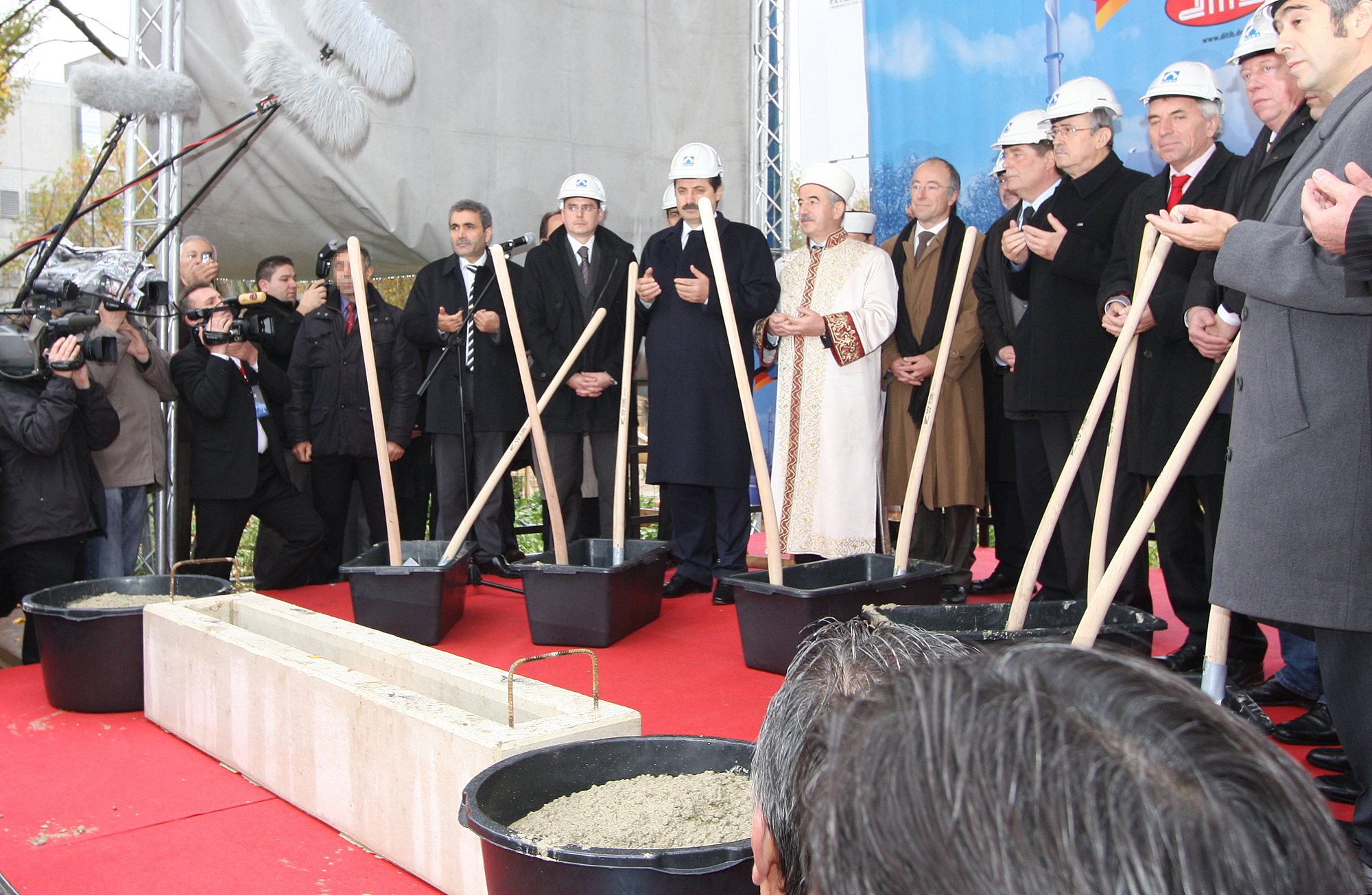
Während der Grundsteinlegung

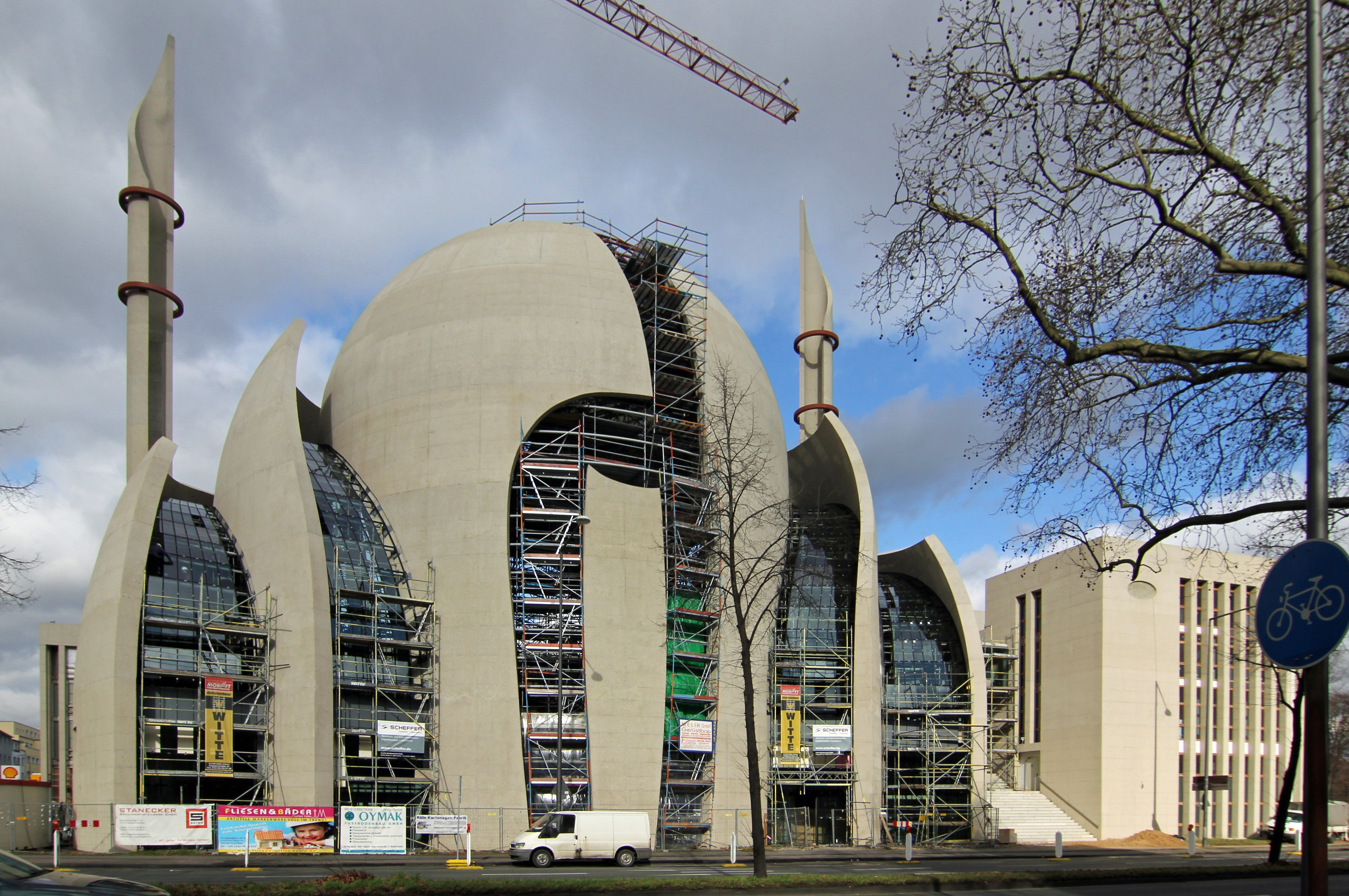
Baustelle im März 2012

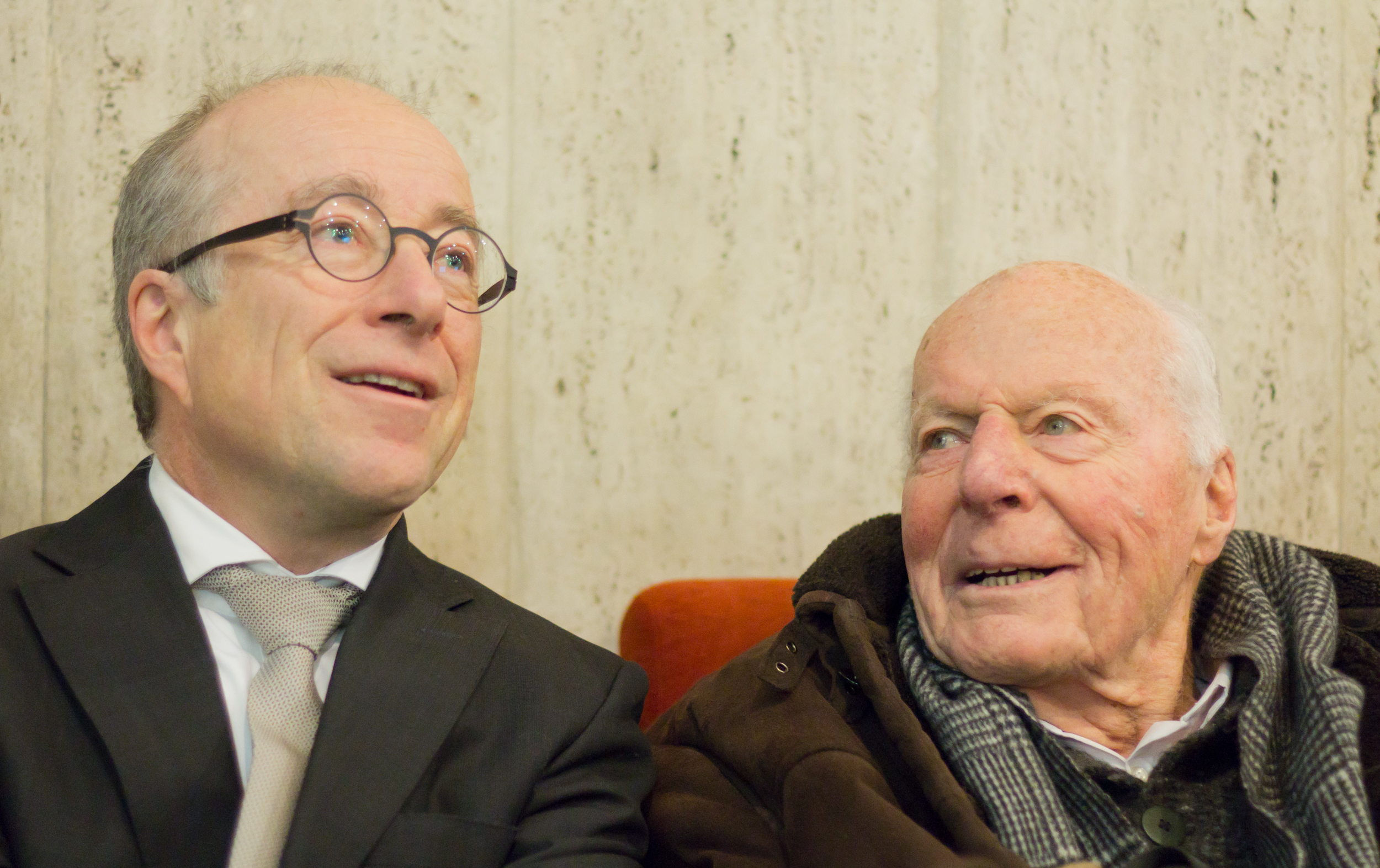
Die Architekten Paul und Gottfried Böhm

Das Bauwerk sollte auf dem Gelände der Deutschland-Zentrale der DİTİB an der Venloer Straße/Ecke Innere Kanalstraße in Köln-Ehrenfeld entstehen. Das Architekturbüro Paul Böhm gewann 2006 den Wettbewerb für den Moscheeneubau. Die weitere Entwicklung des Entwurfes unter der alleinigen Federführung von Prof. Paul Böhm brachte in wesentlichen Teilen grundlegende Veränderungen. Dieser Entwurf wurde bis 2017 realisiert. Das fünfgeschossige Bauwerk mit einer 35 Meter hohen Kuppel und zwei Minaretten von je 55 Metern Höhe sollte 2000 Gläubigen Platz bieten. Neben den Gebetsräumen waren im Gebäudekomplex auf rund 16.500 m² Nutzfläche eine Bibliothek, Schulungs- und Seminarräume, Flächen für Geschäfte und Dienstleistungsbetriebe und eine Tiefgarage vorgesehen.
Als im August 2007 die geplante Höhe der Minarette zur Diskussion stand, erklärte Architekt Paul Böhm, eine stimmige Architektur erreiche man nicht durch Kompromisse. Er unterstrich mit Hilfe eines Modells und vieler Zeichnungen, dass die Moschee sich recht gut in das bauliche Umfeld einfüge, mehrere Bürogebäude in der Nähe seien sogar höher als die geplanten Minarette. Diese sollten nun aber nicht mehr eckig werden, wie es das Modell noch zeigte, sondern rund und in sich gedreht: So würden sie leichter und abstrakter wirken. Der Architekt rechnete damals mit einem Baubeginn im Frühjahr 2008.
Am 23. Januar 2008 wurden der Öffentlichkeit neue Pläne mit reduziertem Raumprogramm vorgestellt.
Dabei verringerte sich der Neubau um ca. ein Drittel der Fläche. Dies betraf vor allem den gewerblichen Bereich im Erdgeschoss und den Gebetsraum, der nur noch für insgesamt 1200 Gläubige Platz bieten sollte. Die Höhe der Minarette blieb bei 55 Metern. Am 28. August 2008 beschloss der Kölner Stadtrat schließlich die notwendige Änderung des Bebauungsplans und schuf damit die rechtlichen Voraussetzungen für den Bau der Moschee. Am 7. November 2008 erteilte die Stadt Köln der DİTİB die Baugenehmigung.

## Bau und Verzögerungen
Ab Mai 2009 wurde die bestehende Bebauung auf dem Grundstück abgerissen. Zur Grundsteinlegung am 7. November 2009 versammelten sich rund 2.000 Gäste. Dabei sprachen unter anderen der türkische Staatsminister Faruk Çelik, der Integrationsbeauftragte der Landesregierung Thomas Kufen, der Diyanet-Präsident Ali Bardakoğlu, Architekt Paul Böhm sowie Fritz Schramma und Jürgen Roters, ehemaliger bzw. amtierender Kölner Oberbürgermeister. Nach den Festreden wurden die Grundsteine von den Teilnehmern symbolisch mit Zement befüllt und danach mit einem Kran zurück in die Baugrube transportiert. Am 2. Februar 2011 fand das Richtfest statt, nachdem die Rohbauten der 37 Meter hohen Kuppel und der zwei 55 Meter hohen Minarette fertiggestellt worden waren. Der Bau sollte zum Jahreswechsel 2011/2012 eingeweiht und schließlich im Mai 2012 eröffnet werden.
Im Oktober 2011 wurde bekannt, dass die Bauherrin DİTİB die Zusammenarbeit mit dem Planungsbüro des Architekten Böhm aufgekündigt hatte.
Sie warf dem Architekturbüro Mängel bei Planung und Bau der Moschee vor. Aufgelistet wurden rund 2.500 nach Auffassung der DİTİB bestehende Baumängel. Architekt Böhm bestritt diese und warf der DİTİB bewusste Diskreditierung seines Architekturbüros vor. Dem neuen DİTİB-Vorstand wurde vorgehalten, eine sehr traditionalistische Haltung zu vertreten und ein Problem mit Böhm zu haben. Die Kölner Politikerin Lale Akgün erwähnte die Verbundenheit der DİTİB und der Religionsbehörde Diyanet İşleri Başkanlığı mit der AKP-Regierung in der Türkei. Die politische Großwetterlage in der Türkei und damit auch bei der DİTİB in Köln sei deutlich konservativer geworden.
Am 2. März 2012 gaben Böhm und DİTİB eine gemeinsame Pressekonferenz. Schramma hatte zuvor ein Mediationsverfahren geleitet.
Nachdem im Sommer 2012 der Eröffnungstermin auf 2013 verschoben wurde, war auch im August 2014 ein Eröffnungstermin noch nicht absehbar. Im Oktober 2015 wurde die Kuppel des Gebäudes eingerüstet, um sie gegen Feuchtigkeit abzudichten. Im Oktober 2016 wurde eine Eröffnung 2017 angekündigt. Am 9. Juni 2017 wurde während des Ramadans der inzwischen auch innen gestaltete große Kuppelsaal zum ersten Mal genutzt. Die offizielle Eröffnung war für 2017 geplant.
Im September 2018 gab DİTİB bekannt, dass der türkische Staatspräsident Recep Tayyip Erdoğan (AKP) im Rahmen seines Deutschlandbesuchs die Moschee am 29. September offiziell eröffnen werde. Die Ankündigung der DİTİB, NRW-Ministerpräsident Armin Laschet würde dazu gemeinsam mit Erdoğan auftreten, wurde von der Landesregierung dementiert: „Dafür steht der Ministerpräsident nicht zur Verfügung.“ Die ebenfalls durch die DİTİB angekündigte Oberbürgermeisterin Henriette Reker sah sich „in einer Zwickmühle“, da gemeinsame Fotos mit Erdoğan ihre kritische Haltung gegenüber diesem nicht zutreffend wiedergäben. Sie ließ erklären, dass sie teilnehmen würde, „wenn sie die Gelegenheit bekommt, dort auch zu sprechen.“ Nachdem dies und die Rolle der Stadt Köln bei der Eröffnung drei Tage vor dem Termin noch offen geblieben war, sagte Reker ihre Teilnahme mit Hinweis auf „die Gesamtumstände des Besuches des türkischen Präsidenten“ ab. Die Stadt Köln war auf der Eröffnung nicht vertreten. Der frühere Oberbürgermeister Fritz Schramma, der sich gegen den Willen seiner Partei CDU jahrelang für den Moscheebau eingesetzt hatte, war nicht offiziell eingeladen worden.

## Kölner Zentralmoschee e. V.
Neben den Plänen der türkisch-staatlichen Organisation DİTİB strebte der Trägerverein Kölner Zentralmoschee e. V. (ein Zusammenschluss von zehn muslimischen Vereinigungen in Köln) zeitweise die Errichtung einer Zentralmoschee für alle Nationalitäten an.

## Rezeption

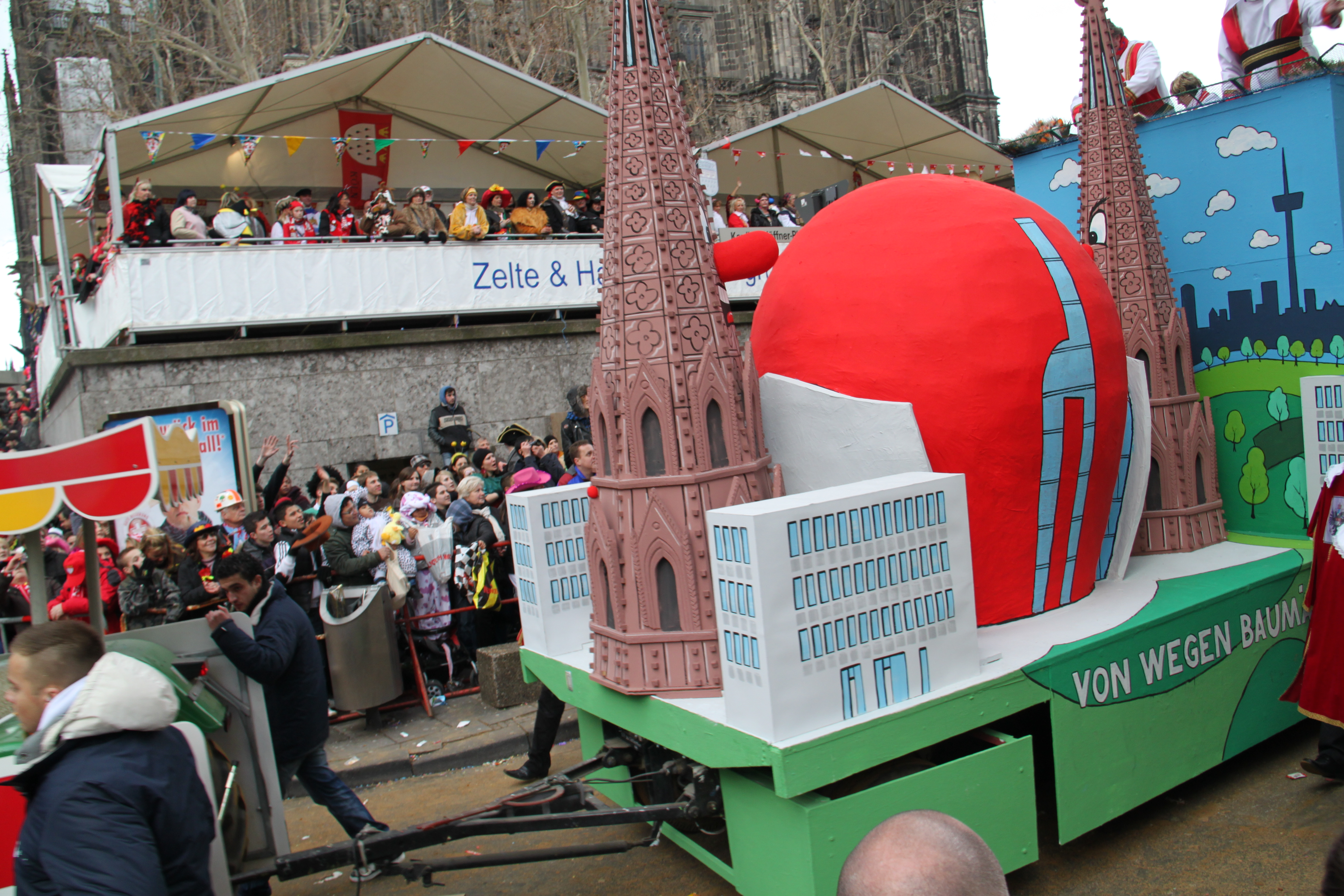
Die DITIB-Zentralmoschee zwischen den Turmspitzen des Kölner Doms beim Rosenmontagszug in Köln 2012

Eine im Auftrag des Kölner Stadt-Anzeigers im Juni 2007 durchgeführte repräsentative Umfrage des Meinungsforschungsinstituts OmniQuest hat ergeben, dass 35,6 % der Kölner den Bau der Moschee uneingeschränkt befürwortete, weitere 27,1 % befürworteten den Bau bei Reduzierung der seinerzeit geplanten Größe und 31,4 % lehnten den Bau unabhängig von der Architektur ab. Insgesamt befürwortet die Mehrheit den Neubau dieser Moschee, wenn auch mit Einschränkungen.
Die rechtsextreme Bürgerbewegung pro Köln protestierte gegen die Moschee. Ein Bürgerbegehren gegen den Neubau scheiterte Anfang Mai 2007, da nicht genug der Unterstützerunterschriften sich als gültig erwiesen.
Ralph Giordano protestierte gegen die Moschee-Planungen mit dem Argument, dass „sie angesichts der gescheiterten Integration ein falsches Bild von den wahren Beziehungen zwischen muslimischer Minderheit und Mehrheitsgesellschaft entwerfen.“ Dadurch kam die geplante Moschee bundesweit und international in die Schlagzeilen.
Am 14. August 2007 sprach sich die Kölner CDU auf einem Parteitag mehrheitlich gegen einen Bau der Moschee in der geplanten Größe aus, obwohl sowohl Oberbürgermeister Fritz Schramma wie auch NRW-Integrationsminister Armin Laschet sich für den Bau eingesetzt hatten.
Für Aufsehen sorgte ein Vorschlag Günter Wallraffs im September 2007. Nachdem DİTİB in der Diskussion um ihre geplante Großmoschee im Kölner Stadtteil Ehrenfeld ankündigte, diese auch für kulturelle Veranstaltungen zu öffnen, schlug Wallraff zur Besänftigung der Kritiker des Baus vor, dort aus Salman Rushdies Werk Die satanischen Verse zu lesen. Dies könne die Integration der in Deutschland lebenden Muslime erleichtern, indem ein Zeichen für die demokratisch-aufgeklärte Grundordnung gesetzt und ein deutliches Zeichen gegen den Islamismus gesetzt würde. DİTİB lehnte den Vorschlag ab. Wallraff wurde unterdessen in Internetforen von Islamisten bedroht. DİTİB warf Wallraff Kompromisslosigkeit und mangelndes Verständnis für die religiösen Gefühle und Belange der muslimischen Gemeindemitglieder vor, protestierte aber gleichzeitig öffentlich gegen die Morddrohungen gegen Günter Wallraff. Den Moscheebau als solchen hält Wallraff aufgrund des Grundrechts auf Religionsfreiheit für legitim. Er wandte sich dabei gegen Kritiker wie Giordano und erklärte, er wünsche sich „keine Pappmoschee, sondern eine touristische Attraktion“.
Auch der Landesvorstand NRW des Internationalen Bundes der Konfessionslosen und Atheisten (IBKA e. V.) verurteilte 2007 die „Stimmungsmache“ gegen den Moscheebau in Köln-Ehrenfeld.
Salomon Korn, Architekt und Vizepräsident des Zentralrats der Juden in Deutschland, hält die sich abzeichnende „formale Diskrepanz“ zwischen zeitgenössischer Außen- und traditioneller Innengestaltung bei der Kölner Großmoschee vorrangig für kein ästhetisches Phänomen, sondern, ähnlich wie bei der 1938 zerstörten Alten Dresdner Synagoge, für das Symptom eines gesellschaftlichen Phänomens und als einen den Zeitläuften geschuldeten Kompromiss.

## Eröffnung
Bei der offiziellen Eröffnung der Moschee am 29. September 2018, die unter massivem Polizeischutz abgehalten wurde, beteten Diyanet-Präsident Imam Ali Erbaş und Staatspräsident Erdoğan gemeinsam. Eine Veranstaltung vor der Moschee, zu der tausende Anhänger Erdogans erwartet wurden, wurde aus Sicherheitsgründen untersagt, weil die Veranstalter trotz mehrfacher behördlicher Nachfrage kein ausreichendes Sicherheitskonzept vorgelegt hatten. Ungeachtet dieser Absage zogen tausende feiernde Erdogan-Anhänger fahnenschwingend durch das nahe Viertel. Trotz des großen Andrangs gab es nach Angaben der Polizei keine besonderen Vorfälle.
Die Eröffnung der Moschee durch Erdogan war umstritten. Lamya Kaddor sprach von einer „fatalen Botschaft“ an die Mehrheitsgesellschaft, „aber auch an die Muslime als religiöse Minderheit“. Diese sei „theologisch und politisch unterschiedlich“ eingestellt und würde sich nur zu einem kleineren Teil von Erdogan repräsentiert sehen. Volker Beck bezeichnete es im Deutschlandfunk als „schon fast tragisch“, dass das Gebäude ohne Beteiligung deutscher Repräsentanten von Erdogan quasi „in Besitz genommen werde“. Der türkisch-staatlichen Organisation DİTİB müsse verdeutlicht werden, dass sie mit ihrem Kurs nicht als Kooperationspartner des deutschen Staats in Frage komme. Laut Kölns ehemaligem Oberbürgermeister Fritz Schramma habe DİTİB mit dieser Umsetzung der Einweihung eine Chance vertan.

## Betrieb
Im Rahmen eines auf zwei Jahre befristeten Modellprojekts darf – erstmals von einer Kölner Moschee, andernorts schon länger erlaubt – der Muezzin seit 14. Oktober 2022 per Lautsprecher, die über dem Haupteingang angebracht sind, bis zu fünf Minuten lang und mit maximal 60 Dezibel Lautstärke zum Freitagsgebet rufen. Schon zuvor rief der Muezzin zum Freitagsgebet, allerdings ohne Lautsprecher.

## Bilder

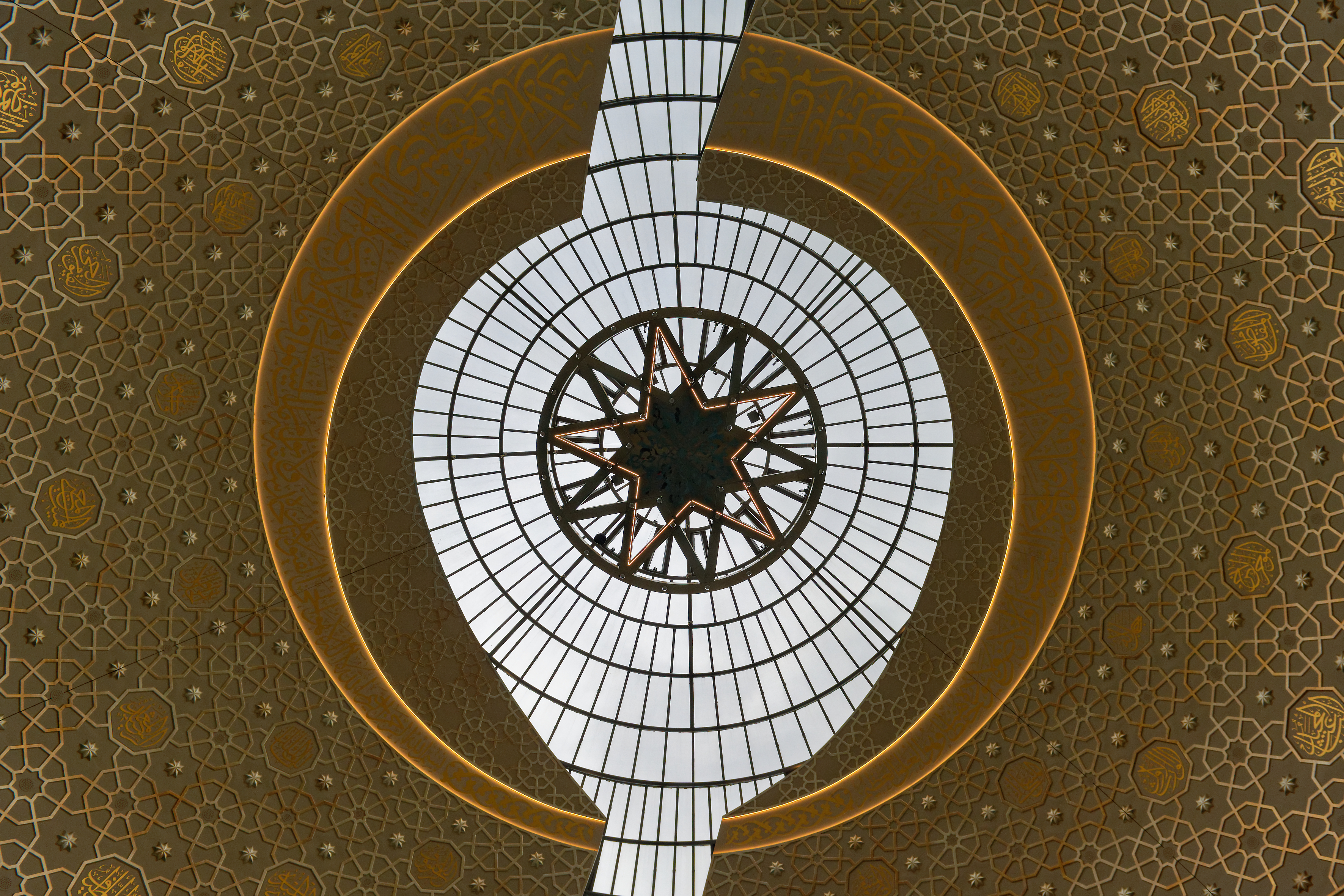
Kuppel mit Kalligraphie des Thronverses und zahlreichen Elementen mit weiteren Namen Allahs
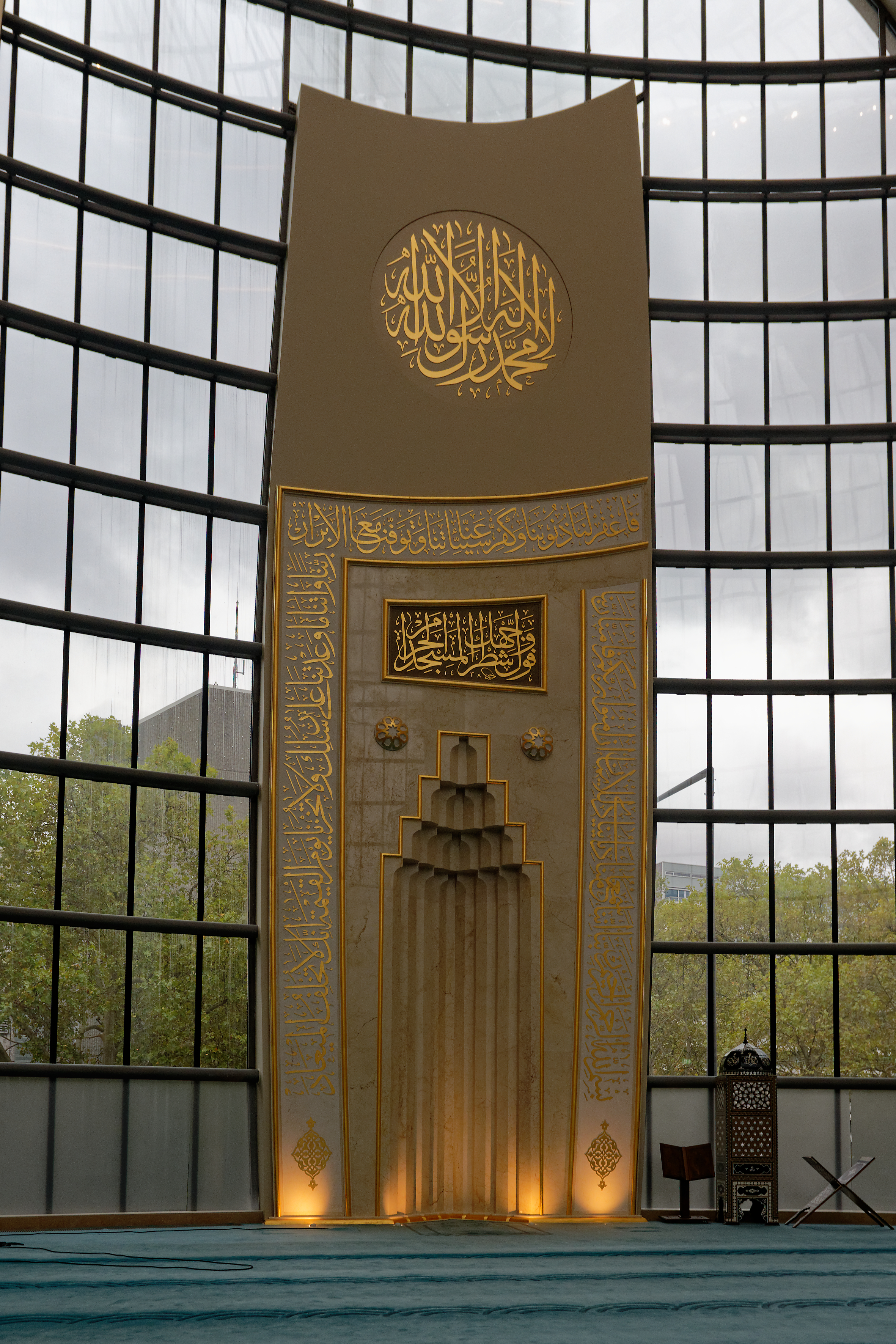
Gebetsnische
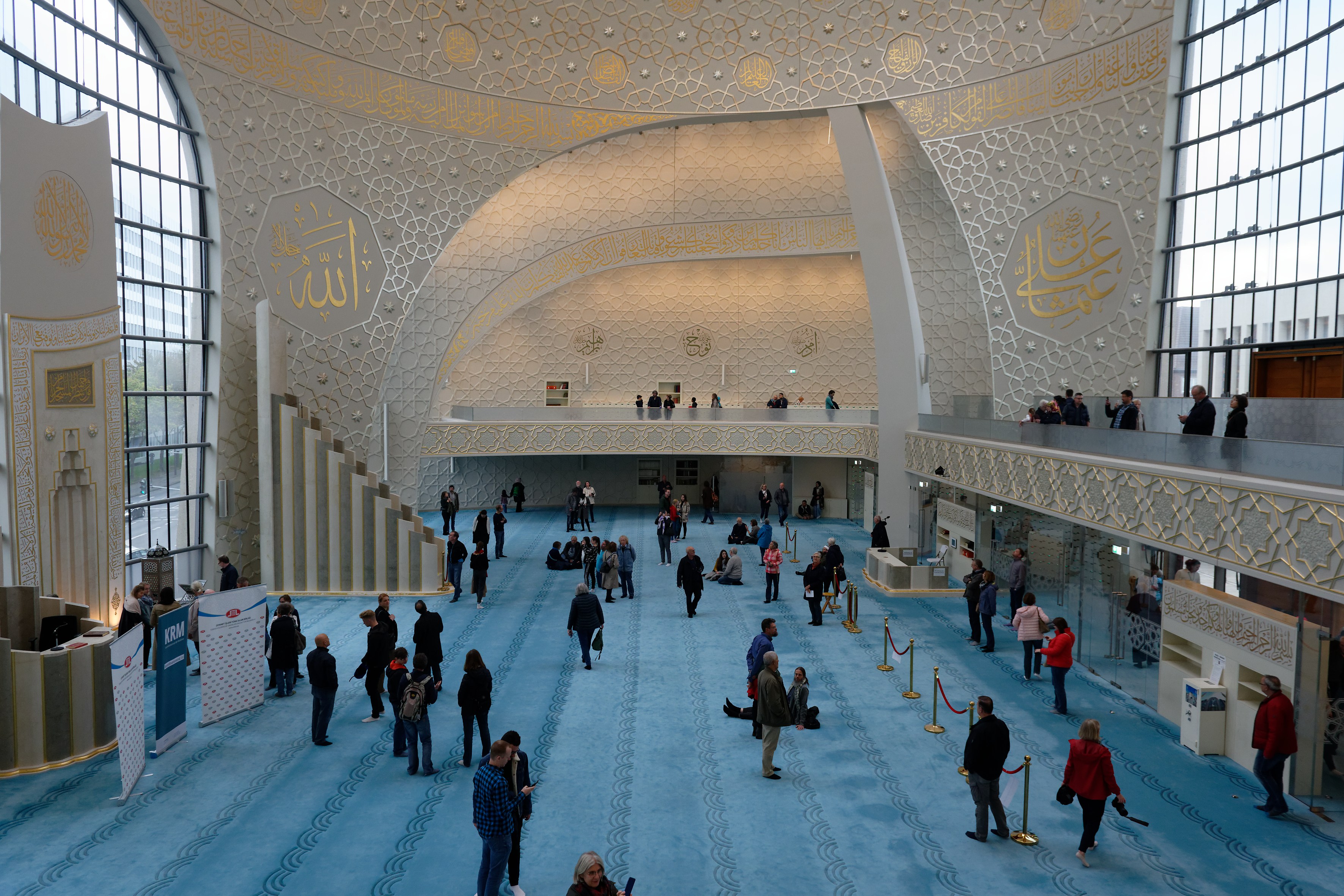
Der Gebetssaal
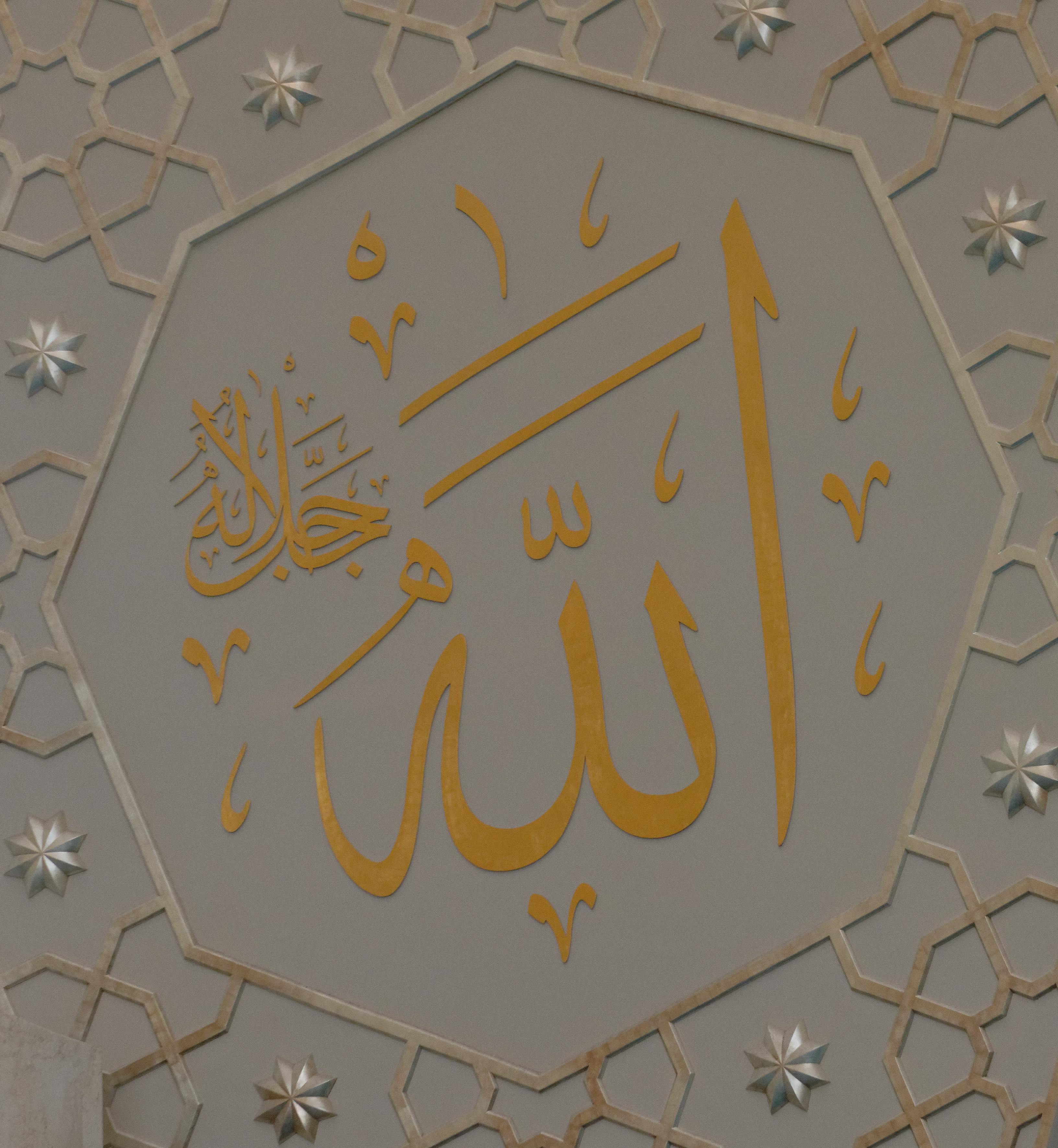
Allah-Kalligraphie